# Lycomorpha fulgens
Lycomorpha fulgens is een beervlinder uit de familie van de spinneruilen (Erebidae). De wetenschappelijke naam van de soort is voor het eerst geldig gepubliceerd in 1881 door H.Edwards.